# Epitoxis myopsychoides
Epitoxis myopsychoides là một loài bướm đêm thuộc phân họ Arctiinae, họ Erebidae.